# Eu, Tu, Eles
Eu, Tu, Eles é um filme brasileiro de 2000, dirigido por Andrucha Waddington e roteiro de Elena Soarez. O filme custou 3,7 milhões de reais para ser produzido. Música de Gilberto Gil.
A ideia para o roteiro de Eu, tu, eles partiu de uma reportagem publicada num jornal brasileiro, que falava de uma mulher que vivia com três maridos. O nome dela é Maria Marlene Silva Sabóia, cearense de Jaguaribe Mirim, que tinha 54 anos em 2000. Para autorizar a utilização de sua história no filme, ela recebeu um mil e 500 reais mais 3% da bilheteria total arrecadada.
No cenário internacional, o filme foi muito bem avaliado pelo famoso jornal estadunidense New York Times. O filme também foi selecionado para participar da mostra Um Certo Olhar, do Festival de Cannes.

## Sinopse
Num vilarejo do árido nordeste brasileiro, Darlene (Regina Casé), grávida e solteira, vai embora da sua região e regressa três anos depois ao trabalho pesado dos canaviais no nordeste brasileiro com Dimas, o filho. Logo que Osias (Lima Duarte), um homem mais velho e orgulhoso da sua casa ter sido construída por ele, propõe-lhe casamento a Darlene, aceitando.
Ele se aposenta, enquanto ela continua a trabalhar nos canaviais.
Tempos depois, Zezinho (Stênio Garcia), primo de Osias, vai morar com ele, pois a tia faleceu.
Darlene se aproxima de Zezinho e engravida dele.
Osias percebe, mas finge não ligar.
Tempos depois, um desconhecido, Ciro (Luiz Carlos Vasconcelos), aproxima-se de Darlene, a engravida e a situação vai ficando tensa para os quatro.

## Elenco
- Regina Casé.... Darlene Lima Linhares
- Lima Duarte... Osias
- Stênio Garcia.... Zezinho
- Luiz Carlos Vasconcelos.... Ciro
- Nilda Spencer.... Raquel
- Diogo Lopes .... Vaqueiro Negro
- Helena Araújo .... mãe da Darlene
- Iami Rebouças .... moça do forró
- Lucien Paulo .... capataz

## Principais prêmios e indicações
- Ganhou quatro prêmios no Grande Prêmio Cinema Brasil, nas seguintes categorias:
  - Melhor Filme
  - Melhor Atriz (Regina Casé)
  - Melhor Montagem
  - Melhor Fotografia
- Foi ainda indicado em outras seis categorias:
  - Melhor Realizador
  - Melhor Ator (Stênio Garcia)
  - Melhor Argumento
  - Melhor Banda Sonora
  - Melhor Direção de Arte
  - Melhor Lançamento